# 阿尔忒弥斯奥提亚圣殿

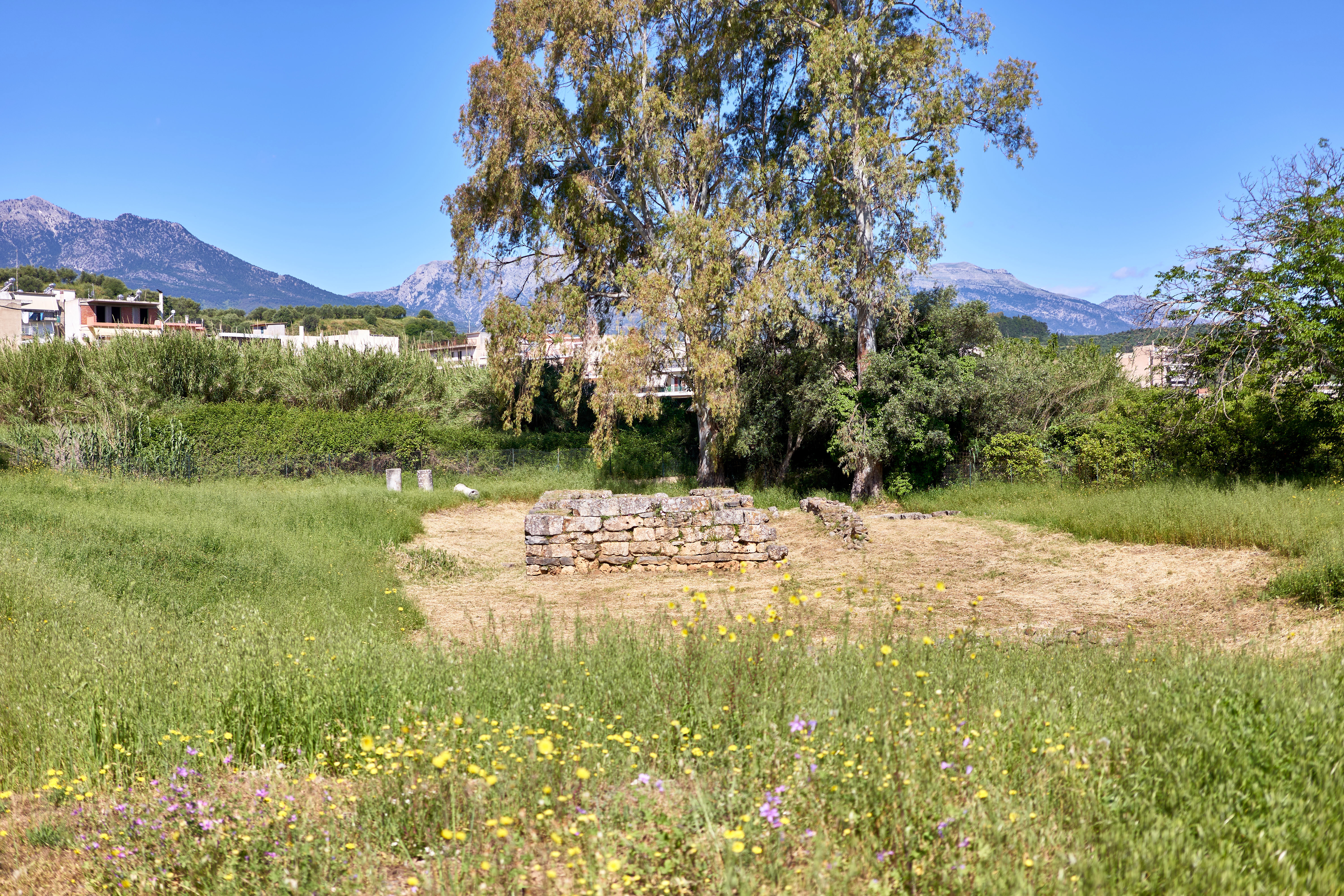
阿尔忒弥斯奥提亚圣殿遗迹

標記為白色星星的地方就是阿尔忒弥斯奥提亚圣殿

阿尔忒弥斯奥提亚圣殿（Sanctuary of Artemis Orthia）是希臘城邦斯巴达的一個專門供奉阿尔忒弥斯的宗教场所，該建築一直使用至公元四世纪，
因為當時恰逢罗马帝国晚期对异教徒的迫害期间，所有非基督教的崇拜都被禁止。几个世纪以来，阿尔忒弥斯奥提亚圣殿被摧毁和重建了好几次。